# Danh sách chuyến lưu diễn hòa nhạc của Twice
Nhóm nhạc Hàn Quốc Twice đã tổ chức buổi hòa nhạc đầu tay của họ mang tên Twice 1st Tour: Twiceland – The Opening tại SK Olympic Handball Gymnasium, Seoul từ ngày 17-19 tháng 2 năm 2017. Tiếp theo đó là các buổi hòa nhạc ở Băng Cốc và Singapore vào tháng 4, và tour diễn kết thúc với hai buổi hòa nhạc tại Seoul vào tháng 6. Vào tháng 7, nhóm tổ chức concert ra mắt tại Nhật Bản. Nhóm dự kiến sẽ thực hiện chuyến lưu diễn Nhật Bản đầu tiên của họ vào năm 2018 với tên gọi Twice Showcase Live Tour 2018 "Candy Pop".

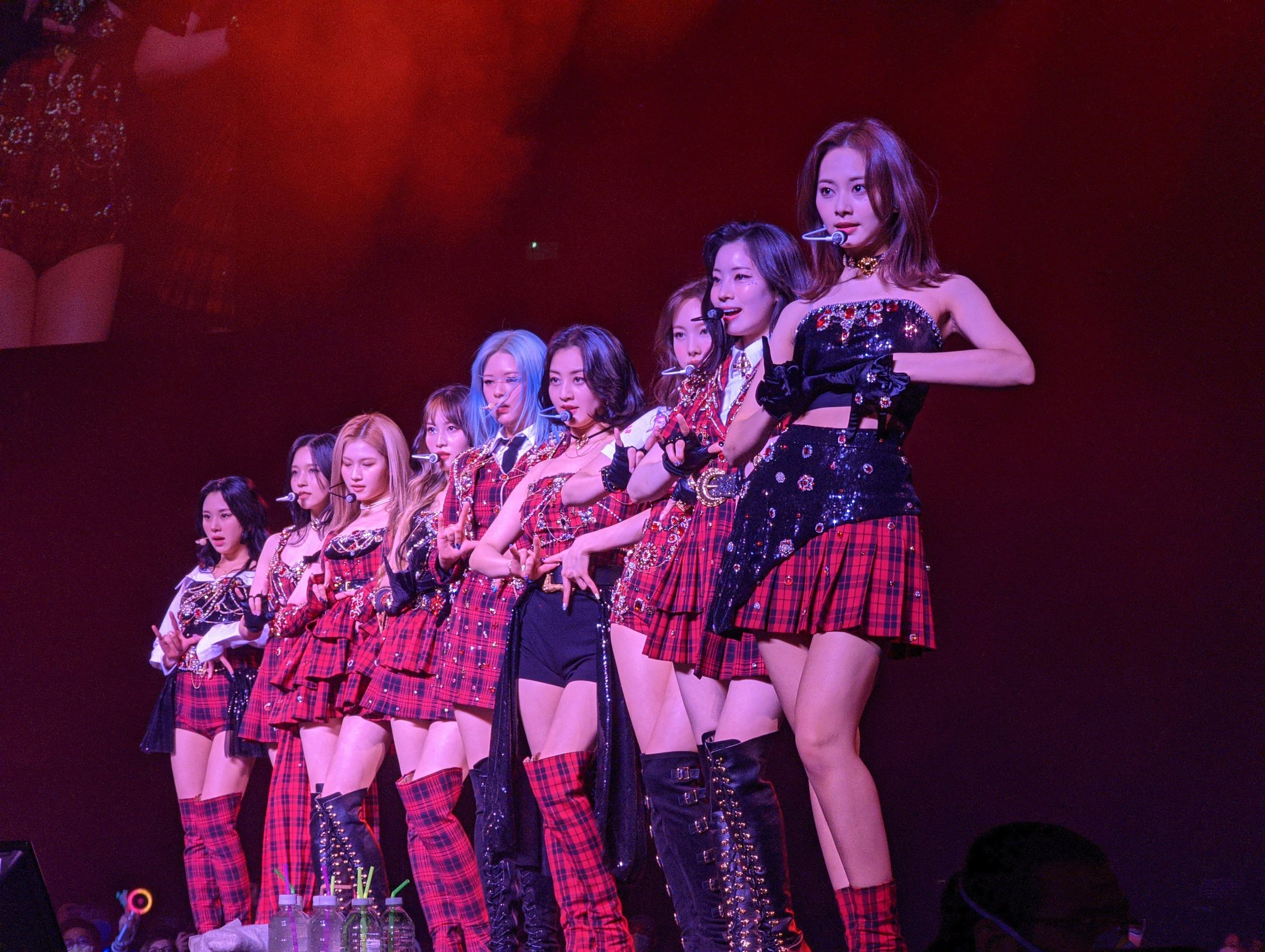
Twice biểu diễn tại The Forum ở Inglewood, California trong chuyến lưu diễn Twice 4th World Tour III (2021- 2022) vào ngày 15 tháng 2 năm 2022

## Chuyến lưu diễn

### Twice 1st Tour: Twiceland – The Opening
Main Set

Opening
(VCR)
1. Touchdown
2. I'm Gonna Be a Star
3. Cheer Up

Ment 1
1. Going Crazy (미쳤나봐)
2. Truth
3. Like Ooh-Ahh (Ooh-Ahh하게)

Ment 2
1. 1 to 10
2. Tuk Tok (툭하면 톡)
3. My Headphones On (Headphone 써)

Intermission
(VCR 1)
1. 4 Minutes (Madonna cover) (Mina, Jihyo & Jeongyeon)
2. Yoncé (Beyoncé cover) (Nayeon, Momo, Sana & Chaeyoung)
3. Black Cat (검은 고양이) (Turbo cover) (Dahyun & Tzuyu)
4. Card Captor Sakura (OST cover)
5. Sailor Moon (cover)
6. Ponytail

Ment 3
1. Candy Boy
2. Pit-a-Pat

Intermission
(VCR 2)
1. Next Page
2. Woohoo
3. Do It Again (다시 해줘)

Ment 4
1. Overdose (EXO cover)
2. Pretty U (Seventeen cover)

Ment 5
1. Precious Love (소중한 사랑)
2. Jelly Jelly
3. TT

Encore
Intermission
(VCR)
1. One In a Million
2. Like a Fool

Ending Ment
1. Like Ooh-Ahh (Ooh-Ahh하게)
2. Cheer Up
3. TT

Main Set

Opening
(VCR)
1. Touchdown
2. I'm Gonna Be a Star

Ment 1
1. Cheer Up
2. Going Crazy (미쳤나봐)
3. Only You (Only 너)
4. Like Ooh-Ahh (Ooh-Ahh하게)

Ment 2
1. 1 to 10
2. Tuk Tok (툭하면 톡)
3. My Headphones On (Headphone 써)

Intermission
(VCR 1)
1. Greedy (Ariana Grande cover) (Nayeon, Jihyo & Chaeyoung)
2. The Four Seasons-Summer-PestoDance Song (Antonio Vivaldi cover) (Mina & Momo)
3. Round and Round (Bingle Bingle) (Nami cover) (Tzuyu, Jeongyeon, Sana & Dahyun)
4. Card Captor Sakura (OST cover)
5. Sailor Moon (cover)
6. Ponytail

Ment 3
1. Jelly Jelly
2. Knock Knock

Intermission
(VCR 2)
1. Next Page
2. Eye Eye Eyes
3. Do It Again (다시 해줘)

Ment 4
1. Someone Like Me
2. Ice Cream (녹아요)

Ment 5
1. Precious Love (소중한 사랑)
2. TT
3. Signal

Encore
Intermission
(VCR)
1. One In a Million
2. Like a Fool

Ending Ment
1. Like Ooh-Ahh (Ooh-Ahh하게)
2. Cheer Up
3. TT

- Trong buổi diễn tại Bangkok và Singapore, ở phần Ment 5, Twice biểu diễn "Knock Knock" thay cho "TT".
- Trong buổi diễn tại Bangkok, Twice cover thêm bài hát "Cha La La".

Lịch trình
| Ngày                | Thành phố | Quốc gia  | Địa điểm                      | Người tham dự |
| ------------------- | --------- | --------- | ----------------------------- | ------------- |
| 17 tháng 2 năm 2017 | Seoul     | Hàn Quốc  | SK Olympic Handball Gymnasium | 15,000        |
| 18 tháng 2 năm 2017 | Seoul     | Hàn Quốc  | SK Olympic Handball Gymnasium | 15,000        |
| 19 tháng 2 năm 2017 | Seoul     | Hàn Quốc  | SK Olympic Handball Gymnasium | 15,000        |
| 8 tháng 4 năm 2017  | Bangkok   | Thái Lan  | Thunder Dome                  | 4,000         |
| 29 tháng 4 năm 2017 | Singapore | Singapore | The Star Theatre              | 5,000         |
| 17 tháng 6 năm 2017 | Seoul     | Hàn Quốc  | Jamsil Arena                  | 12,000        |
| 18 tháng 6 năm 2017 | Seoul     | Hàn Quốc  | Jamsil Arena                  | 12,000        |
| Tổng cộng           | Tổng cộng | Tổng cộng | Tổng cộng                     | 36,000        |

### Twice Showcase Live Tour 2018 "Candy Pop"
| Ngày                     | Thành phố | Quốc gia | Địa điểm                  | Người tham dự |
| ------------------------ | --------- | -------- | ------------------------- | ------------- |
| Ngày 19 tháng 1 năm 2018 | Seto      | Nhật Bản | Seto City Cultural Center | 20,000        |
| Ngày 22 tháng 1 năm 2018 | Fukuoka   | Nhật Bản | Fukuoka Sun Palace        | 20,000        |
| Ngày 23 tháng 1 năm 2018 | Hiroshima | Nhật Bản | Ueno Gakuen Hall          | 20,000        |
| Ngày 25 tháng 1 năm 2018 | Osaka     | Nhật Bản | Grand Cube Osaka          | 20,000        |
| Ngày 26 tháng 1 năm 2018 | Osaka     | Nhật Bản | Grand Cube Osaka          | 20,000        |
| Ngày 29 tháng 1 năm 2018 | Tokyo     | Nhật Bản | NHK Hall                  | 20,000        |
| Ngày 31 tháng 1 năm 2018 | Saitama   | Nhật Bản | Sonic City                | 20,000        |
| Ngày 1 tháng 2 năm 2018  | Saitama   | Nhật Bản | Sonic City                | 20,000        |

### Twice 2nd Tour: Twiceland Zone 2 – Fantasy Park
| Ngày                     | Thành phố | Quốc gia  | Địa điểm                                  | Người tham dự |
| ------------------------ | --------- | --------- | ----------------------------------------- | ------------- |
| Ngày 18 tháng 5 năm 2018 | Seoul     | Hàn Quốc  | Jamsil Arena                              | 18,000        |
| Ngày 19 tháng 5 năm 2018 | Seoul     | Hàn Quốc  | Jamsil Arena                              | 18,000        |
| Ngày 20 tháng 5 năm 2018 | Seoul     | Hàn Quốc  | Jamsil Arena                              | 18,000        |
| Ngày 26 tháng 5 năm 2018 | Saitama   | Nhật Bản  | Saitama Super Arena                       | 36,000        |
| Ngày 27 tháng 5 năm 2018 | Saitama   | Nhật Bản  | Saitama Super Arena                       | 36,000        |
| Ngày 2 tháng 6 năm 2018  | Osaka     | Nhật Bản  | Hội trường Osaka-jō                       | 20.000        |
| Ngày 3 tháng 6 năm 2018  | Osaka     | Nhật Bản  | Hội trường Osaka-jō                       | 20.000        |
| Ngày 17 tháng 6 năm 2018 | Singapore | Singapore | Sân vận động trong nhà Singapore          | 8,500         |
| Ngày 18 tháng 8 năm 2018 | Bangkok   | Thái Lan  | Thunder Dome                              |               |
| Ngày 25 tháng 8 năm 2018 | Jakarta   | Indonesia | Trung tâm hội nghị và triển lãm Indonesia |               |
| Tổng                     | Tổng      | Tổng      | Tổng                                      | 90,000        |

### Twice 1st Arena Tour 2018 "BDZ"
| Ngày                      | Thành phố | Quốc gia | Địa điểm                      | Người tham dự |
| ------------------------- | --------- | -------- | ----------------------------- | ------------- |
| Ngày 29 tháng 9 năm 2018  | Chiba     | Nhật Bản | Makuhari Messe                | 70,000        |
| Ngày 2 tháng 10 năm 2018  | Nagoya    | Nhật Bản | Nippon Gaishi Hall            | 70,000        |
| Ngày 3 tháng 10 năm 2018  | Nagoya    | Nhật Bản | Nippon Gaishi Hall            | 70,000        |
| Ngày 12 tháng 10 năm 2018 | Kobe      | Nhật Bản | World Memorial Hall           | 70,000        |
| Ngày 13 tháng 10 năm 2018 | Kobe      | Nhật Bản | World Memorial Hall           | 70,000        |
| Ngày 14 tháng 10 năm 2018 | Kobe      | Nhật Bản | World Memorial Hall           | 70,000        |
| Ngày 16 tháng 10 năm 2018 | Tokyo     | Nhật Bản | Musashino Forest Sports Plaza | 70,000        |
| Ngày 17 tháng 10 năm 2018 | Tokyo     | Nhật Bản | Musashino Forest Sports Plaza | 70,000        |

### Twice Dome Tour 2019 "#Dreamday"
| Ngày                     | Thành phố | Quốc gia | Địa điểm           | Người tham gia |
| ------------------------ | --------- | -------- | ------------------ | -------------- |
| Ngày 20 tháng 3 năm 2019 | Osaka     | Nhật Bản | Kyocera Dome Osaka | 220,000        |
| Ngày 21 tháng 3 năm 2019 | Osaka     | Nhật Bản | Kyocera Dome Osaka | 220,000        |
| Ngày 29 tháng 3 năm 2019 | Tokyo     | Nhật Bản | Tokyo Dome         | 220,000        |
| Ngày 30 tháng 3 năm 2019 | Tokyo     | Nhật Bản | Tokyo Dome         | 220,000        |
| Ngày 6 tháng 4 năm 2019  | Nagoya    | Nhật Bản | Nagoya Dome        | 220,000        |

### Twice World Tour 2019 "Twicelights"
| Ngày                     | Thành phố        | Quốc gia    | Địa điểm                         | Người tham dự  |
| ------------------------ | ---------------- | ----------- | -------------------------------- | -------------- |
| Ngày 25 tháng 5 năm 2019 | Seoul            | Hàn Quốc    | KSPO Dome                        | 23,622 (100%)  |
| Ngày 26 tháng 5 năm 2019 | Seoul            | Hàn Quốc    | KSPO Dome                        | 23,622 (100%)  |
| Ngày 15 tháng 6 năm 2019 | Bangkok          | Thái Lan    | Impact Arena                     | 8,044 (97.79%) |
| Ngày 29 tháng 6 năm 2019 | Manila           | Philippines | Mall of Asia Arena               | 8,594 (100%)   |
| Ngày 13 tháng 7 năm 2019 | Singapore        | Singapore   | Sân vận động trong nhà Singapore | 8,514 (100%)   |
| Ngày 17 tháng 7 năm 2019 | Los Angeles      | Hoa Kỳ      | The Forum                        | 11,827 (100%)  |
| Ngày 19 tháng 7 năm 2019 | Thành phố México | México      | Palacio de los Deportes          | 7,942 (74.57%) |
| Ngày 21 tháng 7 năm 2019 | Newark           | Hoa Kỳ      | Trung tâm Prudential             | 10,297 (100%)  |
| Ngày 23 tháng 7 năm 2019 | Chicago          | Hoa Kỳ      | Wintrust Arena                   | 5,911 (97.78%) |
| Ngày 17 tháng 8 năm 2019 | Kuala Lumpur     | Malaysia    | Axiata Arena                     | 8,113 (100%)   |

## Twice 4th World Tour III (2021- 2022)
| Ngày                 | Thành phố   | Quốc gia | Địa điểm                   | Người tham dự |
| -------------------- | ----------- | -------- | -------------------------- | ------------- |
| 25 tháng 12 năm 2021 | Seoul       | Hàn Quốc | Olympic Gymnastics Arena   | 8,874         |
| 26 tháng 12 năm 2021 | Seoul       | Hàn Quốc | Olympic Gymnastics Arena   | 8,874         |
| 15 tháng 2 năm 2022  | Inglewood   | Hoa Kỳ   | The Forum                  | 25,507        |
| 16 tháng 2 năm 2022  | Inglewood   | Hoa Kỳ   | The Forum                  | 25,507        |
| 18 tháng 2 năm 2022  | Oakland     | Hoa Kỳ   | Oakland Arena              | 12,891        |
| 22 tháng 2 năm 2022  | Fort Worth  | Hoa Kỳ   | Dickies Arena              | 10,357        |
| 24 tháng 2 năm 2022  | Atlanta     | Hoa Kỳ   | State Farm Arena           | 11,596        |
| 26 tháng 2 năm 2022  | Elmont      | Hoa Kỳ   | UBS Arena                  | 26,768        |
| 27 tháng 2 năm 2022  | Elmont      | Hoa Kỳ   | UBS Arena                  | 26,768        |
| 23 tháng 4 năm 2022  | Tokyo       | Nhật Bản | Tokyo Dome                 | 146,961       |
| 24 tháng 4 năm 2022  | Tokyo       | Nhật Bản | Tokyo Dome                 | 146,961       |
| 25 tháng 4 năm 2022  | Tokyo       | Nhật Bản | Tokyo Dome                 | 146,961       |
| 14 tháng 5 năm 2022  | Los Angeles | Hoa Kỳ   | Banc of California Stadium | 46,710        |
| 15 tháng 5 năm 2022  | Los Angeles | Hoa Kỳ   | Banc of California Stadium | 46,710        |

### Hủy buổi concert
| Ngày                 | Thành phố | Quốc gia | Địa điểm                 | Nguyên nhân                                 |
| -------------------- | --------- | -------- | ------------------------ | ------------------------------------------- |
| 24 tháng 12 năm 2021 | Seoul     | Hàn Quốc | Olympic Gymnastics Arena | Do nghiêm ngặt giãn cách xã hội ở Hàn Quốc. |

## Twice 5th World Tour Ready To Be (2023 - 2024)
| Ngày        | Thành Phố        | Quốc Gia    | Địa Điểm                     | Sức Chứa  | Người Tham Dự   | Doanh thu    |
| 2023        | 2023             | 2023        | 2023                         | 2023      | 2023            | 2023         |
| ----------- | ---------------- | ----------- | ---------------------------- | --------- | --------------- | ------------ |
| 15 tháng 4  | Seoul            | Hàn Quốc    | KSPO Dome                    | 15.000    | 16,330 (95.29%) | $1.792.541   |
| 16 tháng 4  | Seoul            | Hàn Quốc    | KSPO Dome                    | 15.000    | 16,330 (95.29%) | $1.792.541   |
| 2 tháng 5   | Sydney           | Úc          | Qudos Bank Arena             | 21.000    | 22,918 (98.96%) | $2.985.463   |
| 3 tháng 5   | Sydney           | Úc          | Qudos Bank Arena             | 21.000    | 22,918 (98.96%) | $2.985.463   |
| 6 tháng 5   | Melbourne        | Úc          | Rod Laver Arena              | 14.820    | 22,581 (100%)   | $2.819.653   |
| 7 tháng 5   | Melbourne        | Úc          | Rod Laver Arena              | 14.820    | 22,581 (100%)   | $2.819.653   |
| 13 tháng 5  | Osaka            | Nhật Bản    | Yanmar Nagai                 | 47.876    | 102,239 (100%)  | $9.216.796   |
| 14 tháng 5  | Osaka            | Nhật Bản    | Yanmar Nagai                 | 47.876    | 102,239 (100%)  | $9.216.796   |
| 20 tháng 5  | Tokyo            | Nhật Bản    | Ajinomoto Stadium            | 48.013    | 108,131 (100%)  | $9.576.597   |
| 21 tháng 5  | Tokyo            | Nhật Bản    | Ajinomoto Stadium            | 48.013    | 108,131 (100%)  | $9.576.597   |
| 10 tháng 6  | Los Angeles      | Hoa Kỳ      | SoFi Stadium                 | 70.000    | 48,345 (100%)   | $7.966.286   |
| 12 tháng 6  | Oakland          | Hoa Kỳ      | Oakland Arena                | 19.596    | 23,703 (100%)   | $3.943.038   |
| 13 tháng 6  | Oakland          | Hoa Kỳ      | Oakland Arena                | 19.596    | 23,703 (100%)   | $3.943.038   |
| 16 tháng 6  | Seattle          | Hoa Kỳ      | Tacoma Dome                  | 23.000    | 18,023 (100%)   | $3.190.548   |
| 21 tháng 6  | Dallas           | Hoa Kỳ      | Globe Life Field             | 40.000    | 24,925 (100%)   | $3.711.432   |
| 24 tháng 6  | Houston          | Hoa Kỳ      | Toyota Center                | 18.000    | 19,605 (100%)   | $3.169.265   |
| 25 tháng 6  | Houston          | Hoa Kỳ      | Toyota Center                | 18.000    | 19,605 (100%)   | $3.169.265   |
| 28 tháng 6  | Chicago          | Hoa Kỳ      | United Center                | 23.000    | 22,263 (100%)   | $4.391.417   |
| 29 tháng 6  | Chicago          | Hoa Kỳ      | United Center                | 23.000    | 22,263 (100%)   | $4.391.417   |
| 2 tháng 7   | Toronto          | Canada      | Scotiabank Arena             | 19.000    | 27,648 (100%)   | $3.845.920   |
| 3 tháng 7   | Toronto          | Canada      | Scotiabank Arena             | 19.000    | 27,648 (100%)   | $3.845.920   |
| 6 tháng 7   | New York         | Hoa Kỳ      | MetLife Stadium              | 82.000    | 47,907 (100%)   | $7.557.127   |
| 9 tháng 7   | Atlanta          | Hoa Kỳ      | Truist Park                  | 41.000    | 28,568 (100%)   | $5.269.391   |
| 2 tháng 9   | Singapore        | Singapore   | Singapore Indoor Stadium     | 15.000    | 18,258 (100%)   | $3.915.948   |
| 3 tháng 9   | Singapore        | Singapore   | Singapore Indoor Stadium     | 15.000    | 18,258 (100%)   | $3.915.948   |
| 7 tháng 9   | London           | Anh         | The O2 Arena                 | 20.000    | 28,148 (100%)   | $5.729.316   |
| 8 tháng 9   | London           | Anh         | The O2 Arena                 | 20.000    | 28,148 (100%)   | $5.729.316   |
| 11 tháng 9  | Paris            | Pháp        | Accor Arena                  | 20.300    | 13,523 (100%)   | $2.079.450   |
| 13 tháng 9  | Berlin           | Đức         | Mercedes-Benz Arena          | 17.000    | 22,099 (100%)   | $3.639.483   |
| 14 tháng 9  | Berlin           | Đức         | Mercedes-Benz Arena          | 17.000    | 22,099 (100%)   | $3.639.483   |
| 23 tháng 9  | Bangkok          | Thái Lan    | Impact Arena                 | 12.000    | 21,123 (100%)   | $2.745.866   |
| 24 tháng 9  | Bangkok          | Thái Lan    | Impact Arena                 | 12.000    | 21,123 (100%)   | $2.745.866   |
| 30 tháng 9  | Bulacan          | Philippines | Philippine Arena             | 55.000    | 86,930 (100%)   | $11.294.323  |
| 1 tháng 10  | Bulacan          | Philippines | Philippine Arena             | 55.000    | 86,930 (100%)   | $11.294.323  |
| 4 tháng 11  | Melbourne        | Úc          | Marvel Stadium               | 53.359    | 24,636 (88.80%) | $2.869.788   |
| 16 tháng 12 | Nagoya Fukuoka   | Nhật Bản    | Fukuoka PayPay Dome          | 49.000    | 76,543 (100%)   | $6.581.912   |
| 17 tháng 12 | Nagoya Fukuoka   | Nhật Bản    | Fukuoka PayPay Dome          | 49.000    | 76,543 (100%)   | $6.581.912   |
| 23 tháng 12 | Jakarta          | Indonesia   | Sân vận động Quốc tế Jakarta | 82.000    | 21,964 (77.64%) | $3.544.506   |
| 27 tháng 12 | Nagoya           | Nhật Bản    | Vantelin Dome Nagoya         | 47.500    | 81,709 (100%)   | $7.000.050   |
| 28 tháng 12 | Nagoya           | Nhật Bản    | Vantelin Dome Nagoya         | 47.500    | 81,709 (100%)   | $7.000.050   |
| 2024        |                  |             |                              |           |                 |              |
| 2 tháng 2   | Thành phố México | México      | Foro Sol                     | 65.000    | 114,049 (100%)  | $11.152.710  |
| 3 tháng 2   | Thành phố México | México      | Foro Sol                     | 65.000    | 114,049 (100%)  | $11.152.710  |
| 6 tháng 2   | São Paulo        | Brasil      | Allianz Parque               | 43.713    | 65,984 (100%)   | $6.408.217   |
| 7 tháng 2   | São Paulo        | Brasil      | Allianz Parque               | 43.713    | 65,984 (100%)   | $6.408.217   |
| 16 tháng 3  | Las Vegas        | Hoa Kỳ      | Allegiant Stadium            | 65.000    | 39,880 (100%)   | $6.692.779   |
| 13 tháng 7  | Osaka            | Nhật Bản    | Yanmar Nagai                 | 47.876    | 102,093 (100%)  | $8.369.460   |
| 14 tháng 7  | Osaka            | Nhật Bản    | Yanmar Nagai                 | 47.876    | 102,093 (100%)  | $8.369.460   |
| 20 tháng 7  | Tokyo            | Nhật Bản    | Ajinomoto Stadium            | 48.013    | 112,289 (100%)  | $9.270.727   |
| 21 tháng 7  | Tokyo            | Nhật Bản    | Ajinomoto Stadium            | 48.013    | 112,289 (100%)  | $9.270.727   |
| 27 tháng 7  | Yokohama         | Nhật Bản    | Nissan Stadium               | 72.327    | 137,866 (100%)  | $11.645.537  |
| 28 tháng 7  | Yokohama         | Nhật Bản    | Nissan Stadium               | 72.327    | 137,866 (100%)  | $11.645.537  |
| Tổng cộng   | Tổng cộng        | Tổng cộng   | Tổng cộng                    | Tổng cộng | 1,500,280       | $170,446,636 |

## Buổi hòa nhạc

### Twice Debut Showcase "Touchdown in Japan"
| Ngày                             | Thành phố | Quốc gia | Địa điểm                     | Người tham dự |
| -------------------------------- | --------- | -------- | ---------------------------- | ------------- |
| Ngày 2 tháng 7 năm 2017 (2 buổi) | Tokyo     | Nhật Bản | Tokyo Metropolitan Gymnasium | 15,000        |